# クネイトラ県

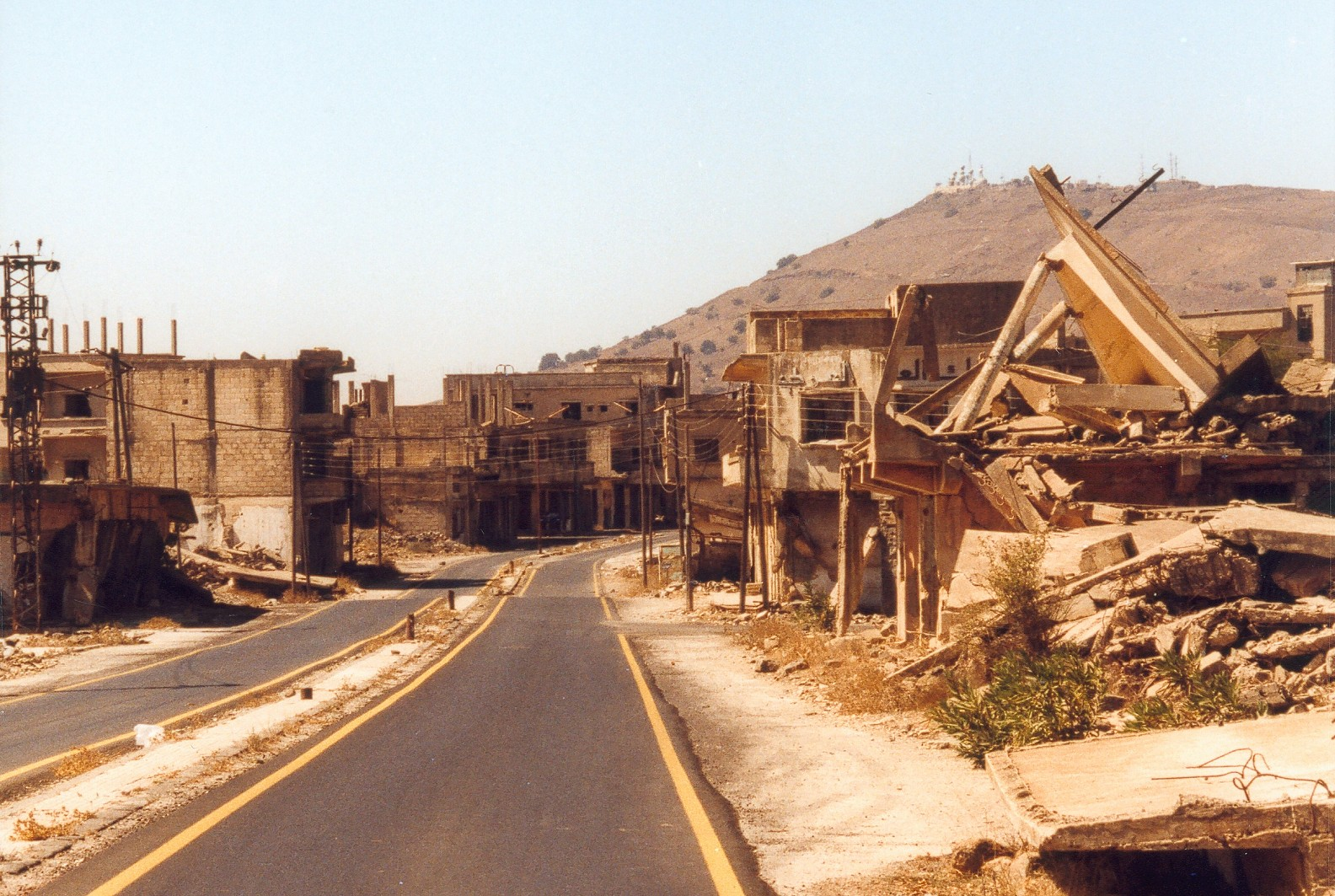
クネイトラの街の廃墟

クネイトラ県（クネイトラけん、クネイトゥラ県、アル＝クネイトゥラ県、Quneitra Governorate, Al Qunaytirah, アラビア語: مُحافظة القنيطرة, al-Qunaiṭira ）は、シリアの14ある県の一つ。ただし県の大部分は、1967年の第三次中東戦争と1973年の第四次中東戦争でイスラエルに占領・併合され、係争地・ゴラン高原となっている。シリア政府の支配地域の面積は約685平方キロメートル、イスラエルの占領地域の面積は1,176平方キロメートル。人口は124,000人（2021年推定）。県都はクネイトラ（アル＝クネイトゥラ）であるが、第四次中東戦争以降は廃墟となり国際連合兵力引き離し監視軍（UNDOF）が管轄するシリアとイスラエル間の兵力引き離し地帯にあるため、実際の県都はマディナト・アル・バースに置かれる。

## 地理
シリア南西部の国境地帯に位置し、東はダルアー県に、北はレバノンとダマスカス郊外県（リーフ・ディマシュク）に、西はイスラエルに、南はヨルダンに接する。
県内の地形の多くは溶岩流が形成した高原であり、肥沃な土壌であることからコムギなどの栽培が盛んだった。

## 歴史
中世にはクネイトラを含むシリア地方は荒廃した。
近代に入りロシアなどからオスマン帝国に逃れてきたムスリムの入植が盛んになり多くの町や村が形成された。
1964年8月27日、ディマシュク県（現在のダマスカス郊外県）より分離、創設された。
中東戦争で大部分がイスラエルに併合され、ドゥルーズ派の農村がいくつか残るほかはイスラエル人が建設したキブツが戦争前の村の跡地に建っている。県都クネイトラは第四次中東戦争後イスラエルからシリアに返還されたが、現在に至るまで廃墟となったままである。
1970年代、イスラエル副首相を務めた経験のある政治家・イーガル・アロンはヨルダン川西岸地区の安定化を目指してヨルダンとの二国間交渉で国境を確定しようとした。アロン・プランと呼ばれるこの計画では、西岸の大部分をイスラエル領とし、代わりにパレスチナ人密集地へのユダヤ人入植地建設は避けて自治区を作るというもので、これに付随してイスラエル占領地のゴラン高原も含むシリアのクネイトラ県にドゥルーズ派国家（ジャバル・ドゥルーズ）を建国する案があった。アロン・プランは人口密集地へも入植地建設が行われたことで宙に浮いた。
またアロン死後の1981年にはイスラエル国会でゴラン高原法が通過した。この法律はイスラエルの法をゴラン高原地区にも適用するというもので、文面では併合という用語の使用は避けられたものの、事実上のゴラン高原併合とみなされる。

## 行政区分

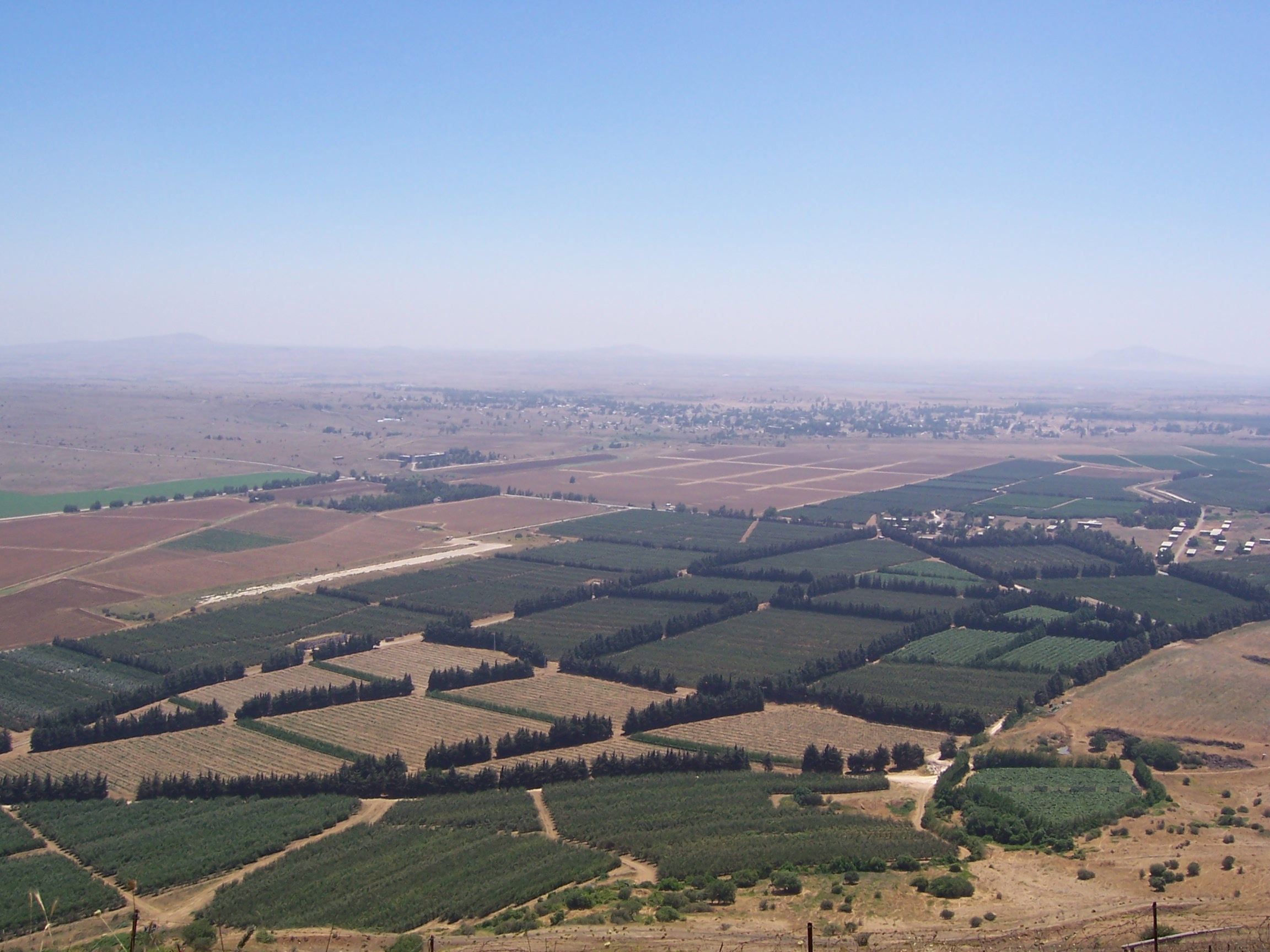
イスラエル側ゴラン高原から見下ろす国連の兵力引き離し地帯とシリア側地区

クネイトラ県には2郡が属する。

### 郡
- フィク郡（英語版）（Fiq District） - フィク（英語版）（現在のアフィク（英語版）・キブツの場所にあった）
- クネイトラ郡（Quneitra District） - クネイトラ（現在はシリアに返還されたが無人の廃墟となっている）